# Passive nukleare Sicherheit
Passive nukleare Sicherheit ist ein Entwurfsansatz für Sicherheitsfunktionen, der in einem Kernreaktor implementiert wird und keine aktive Intervention seitens des Bedieners oder elektrische/elektronische Rückmeldung benötigt, um den Reaktor im Falle einer bestimmten Art von Notfall (üblicherweise Überhitzung durch einen Verlust von Kühlmittel oder den Verlust des Kühlmittelflusses) in einen sicheren Abschaltzustand zu bringen. Solche Entwurfsmerkmale basieren in der Regel auf der Konstruktion von Komponenten derart, dass ihr vorhergesagtes Verhalten den Zerfall des Reaktorzustands verlangsamen, anstatt beschleunigen würde; sie nutzen typischerweise natürliche Kräfte oder Phänomene wie Schwerkraft, Auftrieb, Druckunterschiede, Leitung oder natürliche Wärmeleitung aus, um Sicherheitsfunktionen ohne eine aktive Energiequelle zu erreichen. Viele ältere, gängige Reaktorentwürfe nutzen passive Sicherheitssysteme nur in begrenztem Umfang und verlassen sich eher auf aktive Sicherheitssysteme wie dieselbetriebene Motoren. Einige neuere Reaktorentwürfe verfügen über mehr passive Systeme; die Motivation dahinter ist, dass sie sehr zuverlässig sind und die Kosten für Installation und Wartung von Systemen reduzieren, die ansonsten mehrere Ausrüstungszüge und redundante Sicherheitsklassen-Energieversorgungen benötigen würden, um dasselbe Zuverlässigkeitsniveau zu erreichen. Schwache Antriebskräfte, die viele passive Sicherheitsfunktionen antreiben, können jedoch erhebliche Herausforderungen für die Wirksamkeit eines passiven Systems darstellen, insbesondere kurzfristig nach einem Unfall.

## Terminologie
'Passive Sicherheit' beschreibt jeden Sicherheitsmechanismus, dessen Aktivierung wenig oder keine externe Energie oder menschliche Kontrolle erfordert. Moderne Reaktorentwürfe konzentrieren sich darauf, die Anzahl passiver Systeme zu erhöhen, um das Risiko von sich verschärfenden menschlichen Fehlern zu mindern.
Trotz der erhöhten Sicherheit, die mit einer größeren Abdeckung durch passive Systeme verbunden ist, benötigen alle aktuellen großtechnischen Kernreaktoren sowohl externe (aktive) als auch interne (passive) Systeme. Es gibt keine 'passiv sicheren' Reaktoren, sondern nur Systeme und Komponenten. Sicherheitssysteme werden verwendet, um die Kontrolle über die Anlage zu behalten, wenn sie unter ungewöhnlichen Bedingungen im Falle von vorhersehbaren Betriebsvorkommnissen oder Unfällen operiert, während die Steuersysteme dazu dienen, die Anlage unter normalen Bedingungen zu betreiben. Manchmal kombiniert ein System beide Merkmale. Passive Sicherheit bezieht sich auf Komponenten des Sicherheitssystems, während inhärente Sicherheit sich auf den Prozess des Steuersystems bezieht, unabhängig von der An- oder Abwesenheit spezifischer Sicherheitssubsysteme.
Ein Beispiel für ein Sicherheitssystem mit passiven Sicherheitskomponenten ist der Sicherheitsbehälter eines Kernreaktors. Die Betonwände und der Stahlmantel des Behälters weisen passive Sicherheit auf, benötigen jedoch aktive Systeme (Ventile, Rückkopplungsschleifen, externe Instrumentierung, Steuerkreise usw.), die externe Energie und menschliche Bedienung für ihren Betrieb erfordern.
Die Internationale Atomenergie-Organisation (IAEA) klassifiziert den Grad der "passiven Sicherheit" von Komponenten von Kategorie A bis D, abhängig davon, worauf das System nicht angewiesen ist:
1. keine bewegenden Arbeitsflüssigkeiten,
2. keine bewegenden mechanischen Teile,
3. keine Eingangssignale von 'Intelligenz',
4. keine externen Energieeinträge oder Kräfte.

In Kategorie A (1+2+3+4) befindet sich die Brennstoffummantelung, die schützende und nicht reaktive äußere Schicht des Brennstoffpellets, die keines der oben genannten Merkmale verwendet: Sie ist immer geschlossen und hält den Brennstoff und die Spaltprodukte innen und wird nicht geöffnet, bevor sie zur Wiederaufbereitungsanlage gelangt. In Kategorie B (2+3+4) befindet sich die Druckstoßleitung, die das heiße Ende mit dem Druckhalter verbindet und hilft, den Druck im Primärkreislauf eines Druckwasserreaktors zu kontrollieren, und verwendet eine bewegende Arbeitsflüssigkeit, wenn sie ihre Aufgabe erfüllt. In Kategorie C (3+4) befindet sich der Akkumulator, der kein Eingangssignal von 'Intelligenz' oder externe Energie benötigt. Sobald der Druck im Primärkreislauf unter den Einstellpunkt der federbelasteten Akkumulatorventile fällt, öffnen sich die Ventile und Wasser wird durch komprimierten Stickstoff in den Primärkreislauf eingespritzt. In Kategorie D (nur 4) befindet sich der SCRAM, der bewegende Arbeitsflüssigkeiten, bewegende mechanische Teile und Eingangssignale von 'Intelligenz' verwendet, jedoch keine externe Energie oder Kräfte: Die Steuerstäbe fallen durch Schwerkraft, sobald sie aus ihrer magnetischen Klemmung freigegeben worden sind. Doch die nukleare Sicherheitstechnik ist nie so einfach: Einmal freigesetzt, kann der Stab seine Aufgabe möglicherweise nicht erfüllen: Er könnte aufgrund von Erdbebenbedingungen oder aufgrund deformierter Kernstrukturen stecken bleiben. Dies zeigt, dass obwohl es sich um ein passiv sicheres System handelt und es ordnungsgemäß ausgelöst wurde, es möglicherweise seine Aufgabe nicht erfüllt. Kerningenieure haben dies berücksichtigt: Typischerweise ist nur ein Teil der fallengelassenen Stäbe notwendig, um den Reaktor abzuschalten. Beispiele für Sicherheitssysteme mit passiven Sicherheitskomponenten finden sich in fast allen Kernkraftwerken: der Sicherheitsbehälter, Hydro-Akkumulatoren in Druckwasserreaktoren oder Druckunterdrückungssysteme in Siedewasserreaktoren.
In den meisten Texten über 'passiv sichere' Komponenten in Reaktoren der nächsten Generation ist das Hauptthema, dass keine Pumpen benötigt werden, um die Aufgabe eines Sicherheitssystems zu erfüllen, und dass alle aktiven Komponenten (allgemein Instrumentierung und Steuerung sowie Ventile) der Systeme mit der elektrischen Energie aus Batterien arbeiten.
Die IAEA verwendet ausdrücklich den folgenden Vorbehalt:

„… Passivität ist nicht gleichbedeutend mit Zuverlässigkeit oder Verfügbarkeit, geschweige denn mit gesicherter Angemessenheit der Sicherheitsfunktion, obwohl mehrere potenziell leistungsmindernde Faktoren durch passives Design leichter ausgeglichen werden können (öffentliche Wahrnehmung). Andererseits ermöglichen aktive Designs mit variablen Steuerungen eine viel präzisere Erfüllung von Sicherheitsfunktionen; dies kann besonders unter Bedingungen des Unfallmanagements wünschenswert sein.“

Die Reaktionsmerkmale eines Kernreaktors wie der Temperaturkoeffizient der Reaktivität und der Leerkoeffizient der Reaktivität beziehen sich normalerweise auf die thermodynamische Reaktion und die Phasenänderungsreaktion des Wärmeübertragungsprozesses des Neutronenmoderators. Reaktoren, deren Wärmeübertragungsprozess die betriebliche Eigenschaft eines negativen Leerkoeffizienten der Reaktivität aufweist, wird gesagt, dass sie eine inhärente Sicherheitsfunktion besitzen. Ein betrieblicher Ausfallmodus könnte den Prozess potenziell verändern und einen solchen Reaktor unsicher machen.
Reaktoren könnten mit einer hydraulischen Sicherheitskomponente ausgestattet werden, die den Zuflussdruck des Kühlmittels (insbesondere Wasser) in Reaktion auf den erhöhten Abflussdruck des Moderators und Kühlmittels ohne Eingriff des Steuersystems erhöht. Solche Reaktoren würden als mit einer solchen passiven Sicherheitskomponente ausgestattet beschrieben, die – falls so konzipiert – in einem Reaktor einen negativen Leerkoeffizienten der Reaktivität bewirken könnte, unabhängig von der betrieblichen Eigenschaft des Reaktors, in dem sie eingebaut ist. Das Merkmal würde nur funktionieren, wenn es schneller als ein entstehendes (Dampf-)Vakuum reagieren würde und die Reaktorkomponenten den erhöhten Kühlmitteldruck aushalten könnten. Ein Reaktor, der mit beiden Sicherheitsmerkmalen ausgestattet ist – falls so konstruiert, dass sie konstruktiv interagieren –, ist ein Beispiel für eine Sicherheitsverriegelung. Seltenere Betriebsausfallmodi könnten beide Sicherheitsmerkmale nutzlos machen und die relative Gesamtsicherheit des Reaktors beeinträchtigen.